# Mont-l’Étroit
Mont-l’Étroit település Franciaországban, Meurthe-et-Moselle megyében. Lakosainak száma 95 fő (2022. január 1.). Mont-l’Étroit Saulxures-lès-Vannes, Punerot, Ruppes, Sauvigny és Clérey-la-Côte községekkel határos.

## Népesség
A település népességének változása:
| Lakosok száma | 78   | 56   | 57   | 113  | 100  | 92   | 92   | 97   | 96   | 95   |
|               | 1968 | 1982 | 1990 | 2006 | 2013 | 2015 | 2017 | 2019 | 2020 | 2022 |